# Cruz Blanca, Sinaloa
Cruz Blanca är en ort i Mexiko.   Den ligger i kommunen Salvador Alvarado och delstaten Sinaloa, i den västra delen av landet, 1 200 km nordväst om huvudstaden Mexico City. Cruz Blanca ligger 16 meter över havet och antalet invånare är 538.
Terrängen runt Cruz Blanca är mycket platt. Runt Cruz Blanca är det ganska tätbefolkat, med 80 invånare per kvadratkilometer. Närmaste större samhälle är Guamúchil, 19,7 km öster om Cruz Blanca. Trakten runt Cruz Blanca består till största delen av jordbruksmark.